# Yon Tumarkin
Yon Tumarkin (in ebraico: יון תומרקין; Giaffa, 22 luglio 1989) è un attore israeliano.

## Biografia
Tumarkin nasce a Giaffa, un suburbio di Tel Aviv, il 22 luglio del 1989, figlio Naama Tumarkin e dell’artista Yigal Tumarkin.Suo nonno paterno e stato l’attore tedesco Martin Hellberg, di cui era anche pastore.Quando aveva 13 anni, i suoi genitori divorziarono e lui è suo madre si trasferirono a Tel Aviv. Lì è andato al liceo Tichon Ironi Alef e ha ottenuto il diploma di Arte. Il 18 agosto 2008, si è preso una pausa dall’esercito per un lavoro televisivo.Nel 2011 Yon Tumarkin finì la leva militare presso l’esercito israeliano.

## Carriera
All'età di otto anni, Tumarkin è stato scoperto dal direttore dei casting Yael Aviv mentre era seduto in un bar con suo padre.Il giorno dopo, è andato alla sua prima audizione. Durante la sua infanzia, e apparso in molti spot televisivi diversi. Ha ottenuto il suo primo lavoro di attore all'età di dieci anni nel film per tv Who stole the show? (Hebrew:מ׳ גנב ההצגה).All'eta di dodici anni, è apparso nel film Shisha Million Rasism.Ha interpretato un bambino muto sopravvissuto all'Olocausto.
Da li, la sua carriera è decollata con un ruolo da protagonista in una serie tv chiamata Ha-Yeladim Mi'Givat Napoleon(Napoleon Hills Kids). Nel 2009 ha cantato "Power of Thought" al Festigal è ha vinto il secondo posto per la sua esecuzione.
Tumarkin meglio conosciuto per aver interpretato Leo Zachs,un vampiro di 600 anni che sembra un adolescente nella serie tv israeliani, Split. venduta in 78 paesi diversi. Dal 2009 al 2012. è stato premiato quattro volte di seguito con l'israelian Television Academy Award come migliore attore. 
Nel 2012 ha recitato nel film Rock Ba'Kasba, diretto da Yariv Horowitz. Nel 2014 ha ottenuto un ruolo da protagonista nella serie tv The Nerd Club.
Nel 2015 interpreta Kevin Reed insieme a Yael Golbglas e Danielle Jadelyn nel film JeruZalem.
Nel 2016, appare nella serie tv per bambini Sunsey Pere(Wild Horses) come Libby Yahav. Nello stesso anno è stato annunciato che farà parte del cast nella serie tv (My Guardian Angel) “השומר שלי המלאך”. La serie racconta di un gruppo di adolescenti che hanno il loro angelo custode.
Nel 2018 ha interpretato Reuben in un episodio della serie tv poliziesca britannica McMafia.

## Vita Privata
Durante le riprese di Split, ha incontrato Amit Farkash e i due hanno iniziato a frequentarsi.Dopo la loro rottura, ha frequentato la modella Alexa Tamari. Tuttavia la loro relazione si è conclusa nell'agosto 2014. Vive a Ramat Gan. 

## Filmologia

### Film
- Shisha Million Rasisim  (2001)
- 2048  (2010)
- Rock Ba'Kasba (2012)
- Sassi Keshet Never Eats Falafel (2013)
- Bitter Lemon (2013)
- JeruZalem (2015)
- 29 (2017)
- Mo'adon ha'khnoumin ha'seret (2017)

### Televisione
- Napoleone Hills Kids, serie TV - 25 episodio (2001-2003)
- Ha-E, serie TV - 76 episodio (2007-2009)
- Hasufim, serie TV (2008)
- Simaney She'ela, serie TV (2011)
- Split, serie TV - 135 episodio (2009-2012)
- Simaney She'ela (2011)
- Tanoochi (2012)
- The Arbitrator, serie TV, stagione 4 (2013)
- Ha-Borer, serie TV - 8 episodio (2013)
- The Nerd Club, serie TV (2014)
- Susey Pere, serie TV (2016)
- McMafia, serie TV- 1.5 episodio (2018)